# Bauhinia calciphila
Bauhinia calciphila är en ärtväxtart som beskrevs av D.X.Zhang och T.C.Chen. Bauhinia calciphila ingår i släktet Bauhinia och familjen ärtväxter. Inga underarter finns listade i Catalogue of Life.